# Гарлыкский горно-обогатительный комбинат
Гарлыкский горно-обогатительный комбинат (Гарлыкский ГОК) — открыт 31 марта 2017 года в местечке Гарлык Койтендагского этрапа Лебапского велаята. Новый комплекс возводился с 2010 года белорусской компанией Белгорхимпром, во время реализации проекта между сторонами возник конфликт.
ГОК в перспективе должен полностью обеспечить внутренние потребности сельского хозяйства Туркменистана калийными удобрениями и отправлять на экспорт более миллиона тонн удобрений в год. Производительность рудника рассчитана на 7,8 млн тонн руды в год. Оборудование на флотационной обогатительной фабрике может обеспечить выпуск 1,4 млн тонн калийных удобрений. Срок отработки запасов Гарлыкского месторождения по первому типу качественного состава руд по предварительным расчётам экспертов составляет 45 лет. Предприятие создало около 1,5 тысяч рабочих мест.

## История
Комбинат располагается на месторождении калийных солей на юго-востоке Туркменистана в Кёйтендагском этрапе Лебапского велаята. Это место было разведано ещё во время Туркменской ССР в период с 1964 по 1966 годы. В те времена не было достаточных технологий для реализации проекта подобного масштаба, поэтому работы были приостановлены.
В 1991 году специалисты провели исследования и сделали попытку освоения месторождения способом подземного выщелачивания. Технология заключалась в том, что через пробурённые скважины в месторождение нагнетался растворитель солей (пресная вода или другие) и таким образом формировались камеры выщелачивания калийных удобрений. После откачивания растворённые калийные соли подвергались переработке. Первые результаты показали, что технология не подошла. Было решено рассматривать на этом месторождении шахтный способ отработки.

## Строительство

### Контракт
Туркменистан объявил тендер на строительство Гарлыкского ГОК. Белорусские строители предложили контракт на объект «под ключ» и стабильную цену строительства в миллиард долларов. Туркменистан со своей стороны принял предложение Беларуси и условие выплатить аванс в $250 млн.
В 2009 году белорусская компания Белгорхимпром и государственный концерн Туркменхимия подписали между собой контракт на строительство Гарлыкского горно-обогатительного комбината. О сотрудничестве было озвучено на уровне глав государств: гарантом со стороны Туркменистана выступил министр иностранных дел страны Рашид Мередов и подтвердил президент Бердымухамедов.
Сумма контракта между белорусской и туркменской сторонами составила $1 млрд. Контрактом было предусмотрено возведение белорусами только ГОКа в границах промышленной площадки. Остальные вопросы строительной инфраструктуры, такие как железная и автомобильная дороги, две воздушные линии электропередачи 220 кВ протяжённостью более 200 км, линии связи, газопровод, водопроводы, были в зоне ответственности туркменских строителей.
До 31 марта 2020 года Белгорхимпром в рамках контракта обязался оказывать научно-техническую и методическую помощь туркменским шахтёрам и химикам, а также гарантийную поддержку работы Гарлыкского ГОК. По контракту также в белорусских учебных заведениях готовились работники для Гарлыкского ГОК, часть специалистов для работы на комбинате проходили практику в белорусских компаниях.
В марте 2017 года перед вводом Гарлыкского ГОК в эксплуатацию Белгорхимпром подписал с туркменской стороной допсоглашение к контракту по остаточным обязательствам подрядчика. До середины сентября 2017 года генподрядчик обязался поставить на комбинат часть оборудования (которую заказчик не оплатил) и выполнить часть работ (которые не входили в основной контракт).

### Строительные работы
В 2009 году президент Туркменистана Гурбангулы Бердымухамедов и президент Беларуси Александр Лукашенко заложили капсулу в основание будущего ГОК. По факту строительство началось лишь спустя два года после подписания контракта – в 2012 году. В качестве субподрядчиков были привлечены крупные белорусские промышленные и строительно-монтажные организации – реализация проекта осуществлялась с помощью 14 белорусских и 22 местных предприятий
Вскрытие рудника проводилось клетевым (глубина 309 м) и скиповым (глубина 364 м) методами. Проходку шахтных стволов проводила сначала турецкая строительная компания «Коджа» – попытка турецких специалистов была неудачной, так как ранее подобными вещами они не занимались. Компания была навязана генподрядчику туркменскими чиновниками. Проблема была в том, что менее чем за год до достижения проектной глубины стволов в шахте проявились мощные водопритоки. Специалисты турецкой компании не имели опыта решения таких сложных задач и это поставило под угрозу реализацию проекта в целом, а сроки реализации проекта сместились на два года вперёд.
Затем эту работу взял на себя белорусский «Трест «Шахтоспецстрой». Белгорхимпром использовала несколько методов, в том числе и инновационную запатентованную технологию, разработанную специально для строительства ГОК. Для водоносных слоёв грунта специалисты использовали метод, при котором горные породы замораживаются – формируется ледопроходный целик и в нём проходит ствол. Из-за нахождения месторождения в зоне повышенной сейсмичности применять только данную технологию было недостаточно. Эксперты Белгосхимпрома разработали ещё один способ строительства проходки. По периметру каждого шахтного ствола на глубине ниже нахождения обводнённых пород были сделаны 150 скважин, в которые методом струйной цементации заливался цемент. Вокруг каждой шахты была создана цементно-грунтовая стена, своеобразный прочный стакан. Это удешевило стоимость работ, ускорило строительство и дало повышенную защиту ГОК для эксплуатации в условиях повышенной сейсмичности.
Пробная добыча калийной руды была сделано в 2015-м – раньше запланированного срока почти на год. Для добычи первой тонны руды 380 специалистов из 15 белорусских компаний работали в три смены.  В 2016-м году на месторождении было завершено строительство 47 объектов, включая вспомогательные участки  – административно-бытовые корпуса, флотационную обогатительную фабрику, склады руды, металла и готовой продукции, горнодобывающий комплекс, солеотвал, шламохранилище, дамбу, защищающую посёлок Гарлык от селевых потоков, и другие объекты для полноценного функционирования промышленного гиганта. На территории комбината насчитывается 125 объектов, рудник является основной частью ГОК, на котором была настроена полная автоматизация всех технологических процессов и запущено пять технологических линий в автоматическом режиме. Запуск обогатительной фабрики Гарлыкского ГОК в режиме комплексного опробования был проведён куратором проекта компанией Беларуськалий.

## Судебные иски
Строительство закончилось исковым заявлением белорусской стороны в отношении Туркменистана в Стокгольмский арбитражный суд.
Конфликтные ситуации начали появляться с самого начала строительства. Туркменская сторона отвечала за возведение  инфраструктуры, необходимой для строительства основного объекта – это дороги, вода, электричество. Эти работы велись медленно и сроки их реализации были затянуты, что тормозило возведение комбината.
Туркменский заказчик также задерживал оплату выполненных работ и Белгорхимпром был вынужден брать кредиты для строительства ГОК. По подписанным актам долг Туркменистана перед белорусским генподрядчиком в 2017-м составлял $52 млн, общий долг – более $150 млн. На 1 января 2018 года размер денежных средств, которые туркменская сторона перевела белорусской был $716,8 млн при затратах генподрядчика на строительство Гарлыкского ГОК $906,3 млн.
Гарлыкский ГОК был полностью принят туркменской стороной, под актом о его приёмке стоят подписи многочисленных туркменских официальных лиц. В акте указано, что комбинат построен в соответствии с требованиями заказчика. Дефектных актов подрядчику заказчик не предъявлял. После сдачи объекта в эксплуатацию туркменская сторона заявила о недовыполненных работах подрядчика на сумму 30-40 млн долларов.
В итоге в мае 2018-го, спустя год после сдачи объекта в эксплуатацию, заказчик – компания Туркменхимия – в одностороннем порядке разорвал контракт с Белгорхимпромом, который после запуска комбината должен был устранить недостатки, сопровождать его по выходу на полную производственную мощность в течение трёх лет, а также готовить туркменских специалистов для работы на комбинате.
По контракту местом разрешения споров был определён Арбитражный институт при Торговой палате Стокгольма в Швеции, туда заказчик подал заявление. Он вменял подрядчику ненадлежащее исполнение контракта на строительство Гарлыкского ГОКа и требовала возмещения ущерба от упущенной выгоды в $250 млн.
Наблюдатели высказывались, что так власти Туркменистана отреагировали на отказ Беларуси возводить второй калийный комбинат в 40 км от Гарлыкского ГОКа, о планах на строительство которого туркменские чиновники объявили сразу после приёма Гарлыкского ГОК в эксплуатацию. 22 апреля белорусский президент заявил, что его пригласили построить второй ГОК, 10 мая белорусы заявили, что Туркменистан не рассчитался за строительство Гарлыкского ГОК и белорусскую сторону не устраивают такие условия сотрудничества., в мае Туркменхимия разорвала контракт с Белгорхимпромом.
Белгорхимпром нанял американскую юридическую компанию для подготовки иска к туркменской стороне в Арбитражный институт в Стокгольма и потребовал взыскать с заказчика более $150 млн задолженности по выполненным и не оплаченным строительным работам. Белорусская сторона также вложила в официальное открытие Гарлыкского ГОКа $3 млн – эти деньги туркменские власти обещали вернуть, что гарантировал министр иностранных дел страны Рашид Мередов, который был финансовым гарантом в исполнении условий контракта по строительству комбината. Обязательства выполнены не были, не получила белорусская сторона оплату и за уникальное оборудование, которое было поставлено на комбинат.
На 2019 год туркменская сторона также неправомерно удерживала строительную технику белорусского подрядчика (самосвалы, бульдозеры, автокраны) – около 60 объектов на сумму около $7 млн. Заказчик запретил вывоз оборудования, указав что его удержание является мерой против «несанкционированного вывоза госимущества», которое по факту принадлежит подрядчику и ввезено в страну только на время строительства ГОК.
Спустя два года после сдачи объекта в эксплуатацию туркменские власти также удерживают архивную строительную документацию Белгорхимпрома. Белорусские специалисты не исключают возможности манипуляций с документами со стороны заказчика, который таким образом попытается переложить проблемы с работой комбината «под туркменским сопровождением» на подрядчика.
Это не первый судебный иск в международных судебных инстанциях к Туркменистану от иностранных компаний, которые вели работы в стране. В число пострадавших от действий туркменских властей, которые перестают оплачивать работы по контракту, попали также немецкая строительная компания Unionmatex, турецкие SECE Group и Sehil, а также российская МТС. Эксперты считают, что для решения проблемы с наполнением бюджета Туркменистана выработана схема, которую успешно реализуют власти во главе с Мередовым, ответственным за отношения страны с иностранными инвесторами.

## Деятельность
27 марта 2017 года туркменская сторона подписала акт государственной приёмочной комиссии. Предварительно власти убедились в способности фабрики производить калийные удобрения и возможности ГОК выхода на проектную мощность.
31 марта 2017 года Гарлыкский ГОК был введён в эксплуатацию. На церемонии открытия присутствовали главы обоих государств.
Построенный в предгорьях Койтендага на площади более 100 га комбинат способен обеспечить производство 1,4 млн тонн калийных удобрений в год. На работу комбината влияет два фактора — объём добычи руды и работа обогатительной фабрики. Сам процесс добычи не сложный: при помощи конвейера и самоходных вагонеток добытая руда поступает в подъёмник, грузовая тяга которого 30 тонн. После его наполнения руда из тоннеля поднимается на поверхность в дробильный цех. С момента запуска по 2019 год шахты выдавали всего 2-7% от запланированного объёма продукции, производственные мощности фабрики не задействованы из-за нехватки калийной руды.
Белорусская сторона подготовила туркменских специалистов для работы на фабрике и самом руднике, но у них недостаточно опыта для задействования всех производственных мощностей. Конфликт с белорусской стороной привёл к тому, что без сопровождения горных работ генподрядчиком туркменские специалисты не могут выдать добывать руду и производить удобрения в нужных объёмах. Отсутствие планирования горных работ, а также неэффективность использования горнопроходческого и горнодобывающего оборудования привели комбинат к кризису.

## Риск техногенной катастрофы
Гарлыкский горно-обогатительный комбинат является сложным объектом, это живой организм с динамично развивающейся сетью подземных выработок, которые меняются условиями отработки. Сложными считаются и условия, в которых он работает. Эксперты не исключают, что сложившийся конфликт во время строительства между подрядчиком и заказчиком может привести к проблемам, включая потерю комбината. Опасными считаются выбросы газа, которые ведут к взрывам и затоплению рудника.
Вопросы вызывает эксплуатация комбината без необходимого гарантийного сопровождения со стороны белорусов, которые его возводили. Во-первых, речь идёт о неэффективном использования горнопроходческого и горнодобычного оборудования – туркменская сторона не имеет достаточного количества квалифицированных кадров для такой работы. Во-вторых, в условиях повышенной сейсмоактивности не исключена угроза техногенного характера. Необходим постоянный мониторинг состояния геологической среды и горно-геологических условий рудника. Ведутся ли такие работы и как – неизвестно, информации на эту тему нет.
Белорусские эксперты уже говорят об имеющихся на Гарлыкском ГОКе случаях рассолопроявления и газодинамических явлениях в выработке. Они отмечают, что в ближайшее время риска техногенной катастрофы нет, так как работы только начались, шахтное поле только начало отрабатываться. Шламохранилище и солеотвал пока ещё не заполнено отходами. При эксплуатации рудника риски будут расти и требуется участие в этом вопросе квалифицированных специалистов, число которых ограничено. Белорусская сторона отмечает, что проблемы, с которыми они столкнулись в Туркменистане, известны всем участникам этого узкого рынка.